# Australian Water Polo
L'Australian Water Polo Inc. (AWPI) est une organisation responsable du water-polo en Australie. Elle gère les équipes nationales féminines et masculines et les championnats nationaux des différentes catégories d'âge.

## Historique
L'Australian Water Polo est fondée en 1982 sous le nom d'Australian Amateur Water Polo Association (AAWPA) à la suite d'une sécession des associations poloïstes de la fédération australienne de natation.
Lorsqu'elle prend le nom d'Australian Water Polo en janvier 1990, elle institue la National Water Polo League, un championnat national masculin. Le championnat féminin est créé en 2004.
Jusqu'en octobre 2011, son siège est à Hobart, en Tasmanie, et déménage alors dans des bureaux situés au New South Wales Institute of Sport, à l’intérieur du Parc olympique de Sydney.